# قرحة باحميش (دوعن)
'

تعديل مصدري - تعديل

قرحة باحميش هي إحدى قرى عزلة صيف بمديرية دوعن التابعة لمحافظة حضرموت، بلغ تعداد سكانها 272 نسمة حسب تعداد اليمن لعام 2004.